# Abubakari Yakubu
Abubakari Yakubu (13. december 1981 - 31. oktober 2017) var en ghanesisk fodboldspiller (midtbane/forsvarer).
Allerede som ungdomsspiller blev Yakubu scoutet og rekrutteret af den hollandske storklub AFC Ajax, hvor han spillede både som ungdomsspiller og sine første år som senior. Han debuterede for klubbens førstehold i april 2000 og spillede følgende fire år 65 kampe for holdet i Æresdivisionen. Han var med til at vinde to hollandske mesterskaber og én pokaltitel med Ajax, inden han skiftede til Vitesse i Arnhem.
Yakubu spillede desuden 16 kampe for Ghanas landshold. Han debuterede for holdet i 2002 i et opgør mod Uganda og repræsenterede sit land ved Africa Cup of Nations i 2006.
Yakubu døde i en alder af kun 35 år i sin hjemby Tema.